# La Puerta
La Puerta è un comune di terza categoria dell'Argentina, capoluogo del dipartimento di Ambato nella provincia di Catamarca, situato ai piedi della Sierra de Ambato, nella parte centrale della provincia.

## Società

### Evoluzione demografica
| Censimento del 1991 | Censimento del 2001 | Censimento del 2010 |
| 761 ab.             | 1067 ab.            | 1019 ab.            |